# حاتم البكري
حاتم محمد حلمي عبد السميع بكري (وُلد في 9 مارس 1964 في الخليل) قاضي شرعي وخطيب المسجد الإبراهيمي، شغل منصب وزير الأوقاف والشؤون الدينية بدولة فلسطين منذ التعديل الوزاري المحدود لحكومة محمد اشتية في 1 يناير 2022 وحتى 31 مارس 2024.

## حياته
حصل البكري على شهادة البكالوريوس في الشريعة الإسلامية من جامعة الخليل.
كان مديرًا لمكتب رئيس بلدية مدينة الخليل، ونائبًا لرئيس محكمة الاستئناف الشرعية، وأمينًا لسر المجلس الأعلى للقضاء الشرعي في دولة فلسطين.
ترشح ضمن قائمة حركة فتح لخوض الانتخابات التشريعية الفلسطينية 2021. أُعلن عن تأجيلها بمرسوم من الرئيس الفلسطيني محمود عباس في 30 أبريل 2021.